# Argentina nos Jogos Pan-Americanos de 1975
A Argentina competiu nos Jogos Pan-Americanos de 1975, na Cidade do México.